# 2018年克里夫蘭布朗賽季
2018年克里夫蘭布朗賽季是隊伍成立後的第70個賽季，也是球隊加盟美国国家美式足球联盟（NFL）後的第66個賽季。這是新總經理約翰·多西上任後的第一個賽季，也是休·傑克遜執教的第三個賽季及最後一個賽季。上個賽季的克里夫蘭布朗取得了全聯盟最差的0勝16敗戰績，此一賽季的第一場比賽是很少見的和局，這已比上個賽季有進步了。克里夫蘭布朗隊在此賽季的戰績7勝8敗1和，在美國美式足球聯會北區中排名第三名，這是自2007年賽季以來最好的的成績。不過這一年最後沒有進入季後賽，是連續十六年沒有進入季後賽（布朗隊上次進季後賽為2002年）。
布朗隊此賽季的第一場比賽是在9月9日，和匹兹堡钢人的比賽，比賽最後是21–21的和局。這是布朗隊自1989年後的第一場和局，也終止了自從2016年起的十七場連敗記錄。布朗隊在同月的20日以21–17的比數打敗了纽约喷气机，終止了十九場連不勝的記錄。
布朗隊在第8週的10月29日解雇了總教練休·傑克遜，他執教下，此季的成績是2勝5敗1和，他在布朗隊執教2.5個賽季，成績是3勝36敗1和。同一天也解雇了Offensive coordinator Todd Haley，這是他在布朗隊工作的頭一個賽季。Defensive coordinator 格雷格-威廉姆斯擔任臨時總教練，他執教期間的成績是5勝3敗。
新秀首發四分衛貝克·梅菲爾德在此季中有27次傳球達陣，打破了新秀四分衛的傳球達陣記錄，之前的記錄是26次傳球達陣，是由培頓·曼寧及罗素·威尔逊創下，此一記錄後來被贾斯廷·赫伯特在2020年時打破。